# Saint-Romain-le-Noble

Saint-Romain-le-Noble este o comună în departamentul Lot-et-Garonne din sud-vestul Franței. În 2009 avea o populație de 394 de locuitori.

## Evoluția populației
| An        | 1975 | 1982 | 1990 | 1999 | 2006 | 2009 |
| --------- | ---- | ---- | ---- | ---- | ---- | ---- |
| Populație | 243  | 271  | 388  | 416  | 406  | 394  |